# Elretur Danmark
Elretur Danmark er en dansk kollektivordning, som repræsenterer forskellige brancher og virksomhedstyper. Elretur håndterer producentansvaret for elektrisk og elektronisk udstyr (WEEE, 'Waste from Electrical and Electronic Equipment', 'e-waste' ) samt batterier på vegne af dens medlemmer.
Elretur er stiftet i 2005 og er en non-profit organisation, der sørger for indsamling og håndtering af en del af det elektronik- og batteriaffald, der afleveres på landets genbrugspladser. 